# 三和町差塩
三和町差塩（みわまち さいそ）は、福島県いわき市の大字である。郵便番号は970-1377。

## 地理
いわき市中部の三和地区に属する。北東で川前町川前、東で三和町下永井、南で三和町上永井、三和町中寺、南西で三和町下市萱、西で三和町上市萱、北西で三和町下三坂とそれぞれ隣接する。概ね町村制施行以前の磐前郡差塩村の流れを汲む地域である。二級水系夏井川水系小玉川上流域を主な範囲とする。小玉川をはじめとする川沿いの平地に水田が広がり、山裾に住宅が建ち並ぶほかは地区内のほとんどが山林で占められている。内郷御厩町内に所在するいわき中央警察署及び三和町下市萱に所在する内郷消防署三和分遣所がそれぞれ管轄にあたる。

### 主な字
字
- 仲ノ町
- 堀添
- 東作
- 江添
- 道添

- 館下
- 君石
- 川下
- 大久保
- 大沢

### 山岳
- 一本山毛欅

### 河川
二級水系夏井川水系
- 小玉川
  - 道添川
    - 差塩湿原

  - 熊野川
  - 山王川

## 歴史
- 1879年1月27日 - 笠間藩領差塩村が福島県内における郡区町村制の施行により磐前郡の村となる[4]。
- 1889年4月1日 - 町村制の施行により差塩村が下三坂村、中三坂村、上三坂村と合併し三阪村が発足する。旧差塩村域は三坂村の大字となる。[4]。
- 1896年4月1日 - 磐前郡と周辺郡との合併により石城郡が発足し、石城郡三阪村となる[4]。
- 1955年2月11日 - 石城郡三阪村が永戸村、沢渡村と合併し三和村となり、三和村の大字となる[4]。
- 1966年10月1日 - 三和村が平市・磐城市・常磐市・勿来市・内郷市、石城郡遠野町・四倉町・小川町・川前村・田人村・好間村、双葉郡久之浜町・大久村と合併しいわき市となり、いわき市三和地区の大字となる[4]。

## 世帯数と人口
2023年10月31日現在の世帯数と人口は以下の通りである。
| 大字       | 世帯数 | 人口  |
| ---------- | ------ | ----- |
| 三和町差塩 | 57世帯 | 158人 |

## 小・中学校の学区
市立小・中学校に通う場合、学区は以下の通りとなる。
| 番地 | 小学校               | 中学校               |
| ---- | -------------------- | -------------------- |
| 全域 | いわき市立三和小学校 | いわき市立三和中学校 |

## 交通

### 道路
- 磐越自動車道
  - 差塩パーキングエリア
- 福島県道66号小名浜小野線
- 福島県道358号川前停車場上三坂線

## 施設
- 市営館下牧野
  - 宇宙石
- 万寿地蔵堂
- 地蔵寺
- 一ノ矢神社
- 八坂神社
- 諏訪神社